# چتربازی

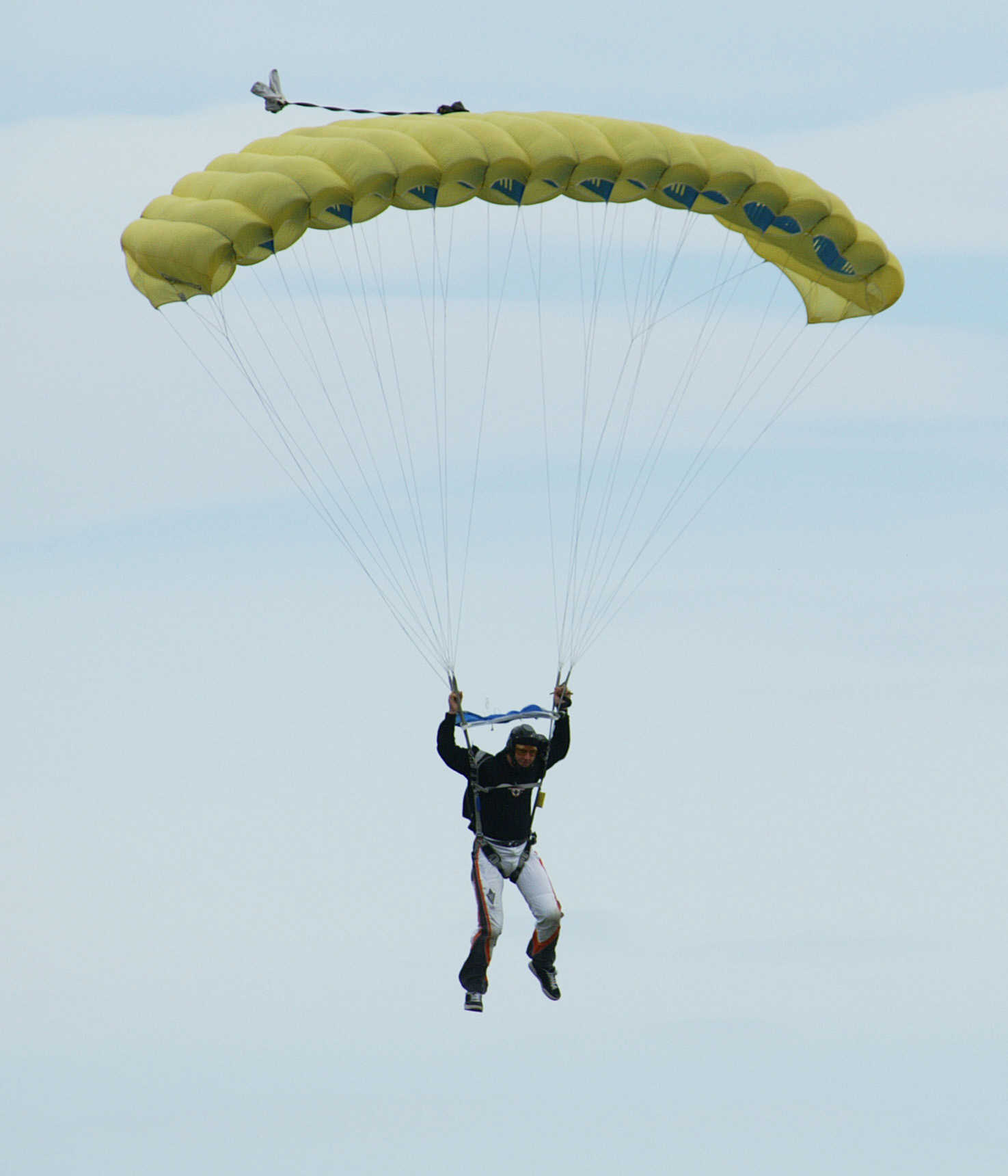
یک شخص درحال چتربازی

پرش از وسیله پرنده یا ارتفاع ثابت به وسیله چتر را چتربازی می‌گویند.

## انواع چتربازی
چتربازی دارای انواع مختلف است:
- چتربازی اتوماتیک

نوعی از چتربازی می‌باشد که در چتر آن به صورت اتوماتیک بعد از پرش چترباز از وسیله پرنده باز شده و چترباز نقشی در باز کردن چتر ندارد. این نوع چتربازی بیشتر کاربرد نظامی دارد ولی بعلت داشتن اشکالاتی، در اکثر نقاط دنیا این روش چتربازی در حال محو شدن است.
- چتربازی سقوط آزاد

نوعی از چتربازی است که شخص چترباز اقدام به بازکردن چتر خود می‌نماید این روش چتربازی به علت داشت کنترل بیشتر بر روی چتر - سرعت بالا - امکان پرش در سرعت بالای باد - امکان سقوط بیشتر برای چترباز (باز کردن چتر در اختیار چترباز است) بیشتر مورد توجه است.

## مزایای چتربازی
در کل تمام ورزش‌ها باعث کاش استرس، افزایش تستسترون در بدن و… می‌شود. اما از ویژگی‌های چتربازی می‌توان به هیجان زیاد کاهش فکر و خیال و… اشاره کرد.